# Kaycee Stroh
Kaycee Stroh (sinh 29 tháng 5 năm 1984) là một nữ diễn viên người Mỹ, ca sĩ và vũ công, nổi tiếng nhất với vai diễn của cô trong DCOM hit High School Musical.

## Sự nghiệp
Stroh xuất hiện trong High School Musical, High School Musical 2 và High School Musical 3: Senior Year với vai cô gái thông minh Martha Cox. Cô cũng có mặt trong một series của Disney The Suite Life of Zack and Cody với vai Leslie, một cô gái chơi cùng đội bóng rổ cùng nhân vật chính của phim, London và Maddie.

## Cuộc sống riêng
Stroh sinh ra ở Thành phố Salt Lake, Utah. Cô có hai chị gái, cả hai đều là vũ công.
Stroh đã kết hôn với Ben Higginson ngày 9 tháng 1 năm 2009 tại Salt Lake. Rất nhiều thành viên của High School Musical đã đến dự, trong đó có Zac Efron, Vanessa Hudgens, Ashley Tisdale, Lucas Grabeel, Monique Coleman, Olesya Rulin, … đều đã đến dự.

## Danh sách phim
| Năm         | Tên phim                           | Vai        | Chú thích                           |
| ----------- | ---------------------------------- | ---------- | ----------------------------------- |
| 2008        | High School Musical 3: Senior Year | Martha Cox | Vai chính                           |
| 2007        | High School Musical 2              | Martha Cox | Disney Channel Original Movie       |
| 2006        | High School Musical                | Martha Cox | Disney Channel Original Movie       |
| 2006 - 2008 | The Suite Life of Zack and Cody    | Leslie     | 2 tập: "Benchwarmers", "Volley Dad" |
| 2010        | Celebrity Fit Club                 |            |                                     |

## Danh sách đĩa hát

### Soundtrack
| Năm  | Album                              |
| ---- | ---------------------------------- |
| 2006 | High School Musical                |
| 2007 | High School Musical 2              |
| 2008 | DisneyMania 6                      |
| 2008 | Princess DisneyMania               |
| 2008 | High School Musical 3: Senior Year |

### Đĩa đơn
| Năm  | Tên bài hát                                                                    | Album                 | Xếp hạng Hot 100 | Xếp hạng Pop 100 | Anh |
| ---- | ------------------------------------------------------------------------------ | --------------------- | ---------------- | ---------------- | --- |
| 2006 | "Stick to the Status Quo" (được ghi tên thực hiện là High School Musical Cast) | High School Musical   | 43               | 37               | -   |
| 2007 | "Work This Out" (được ghi tên thực hiện là High School Musical 2 Cast)         | High School Musical 2 | 110              | 73               | 78  |